# Theophilus Thompson (schaker)

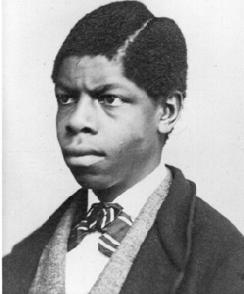
Theophilus Thompson

Theophilus Thompson, (Frederick (Maryland), 21 april 1855 - na 1874) wordt beschouwd als de eerste Afrikaans-Amerikaanse schaker van niveau. Hij wordt gezien als een Meester-Schaker avant la lettre. Hij was geboren als slaaf. Over zijn dood is niets geweten. Hij is plots verdwenen en er werd gespeculeerd dat hij gelyncht is. Anderzijds leek zijn naam terug voor te komen op latere volkstellingen. Als het om dezelfde persoon gaat, zou hij twee kinderen hebben gehad.

## Publicaties
- Chess Problems: Either to Play and Mate (1873) (over het eindspel).